# Platja del Baconer
La platja del Baconer, també escrit platja del Baconé, o platja del Baconet, és una platja natural del municipi de l'Ampolla (Baix Ebre), situada davant del barri homònim, entre la platja dels Capellans, a ponent, i la Cala Maria, a llevant. Emmarcada per penya-segats rogencs a l'extrem esquerre, té una longitud de 290 metres i una amplada mitjana de 25 metres, formada per sorra, grava i còdols. Està integrada a la ruta del sender GR-92. Disposa d'aparcament i neteja diària.
Està guardonada amb el distintiu 'Platges Verges' que atorga Ecologistes en Acció.